# 1983-as magyar vívóbajnokság
Az 1983-as magyar vívóbajnokság a hetvennyolcadik magyar bajnokság volt. A férfi tőrbajnokságot május 26-án rendezték meg, a párbajtőrbajnokságot május 27-én, a kardbajnokságot május 28-án, a női tőrbajnokságot pedig május 29-én, mindet Budapesten, a Nemzeti Sportcsarnokban.

## Eredmények
| Versenyszám          | Arany                          | Arany | Ezüst                      | Ezüst | Bronz                          | Bronz |
| -------------------- | ------------------------------ | ----- | -------------------------- | ----- | ------------------------------ | ----- |
| Férfi tőrvívás       | Somodi Lajos Újpesti Dózsa     |       | Szelei István Bp. Honvéd   |       | Érsek Zsolt Újpesti Dózsa      |       |
| Férfi párbajtőrvívás | Kolczonay Ernő Bp. Honvéd      |       | Szijj Károly Bp. Honvéd    |       | Pap Jenő BVSC                  |       |
| Férfi kardvívás      | Gedővári Imre Újpesti Dózsa    |       | dr. Gémesi György Vasas SC |       | Csongrádi László Újpesti Dózsa |       |
| Női tőrvívás         | Stefanek Gertrúd Újpesti Dózsa |       | Jánosi Zsuzsa Bp. Honvéd   |       | Kovács Edit MTK-VM             |       |